# Bolesław Ścibiorek
Bolesław Ścibiorek, ps. „Kazimierz Wolski”, „Bolesław Borowski” (ur. 6 marca 1906 w Łaznowie, zm. 5 grudnia 1945 w Łodzi) – działacz ruchu ludowego, nauczyciel, w okresie międzywojennym działacz Związku Młodzieży Wiejskiej RP „Wici”. Podczas okupacji niemieckiej działał w Stronnictwie Ludowym  „Roch” i Batalionach Chłopskich. W 1945 członek Stronnictwa Ludowego (lubelskiego), następnie Polskiego Stronnictwa Ludowego, poseł do Krajowej Rady Narodowej. 

## Życiorys

### Dzieciństwo i młodość
Syn Jana i Franciszki z d. Jałmuż, właścicieli 5-hektarowego gospodarstwa. Miał dwie siostry.
Po przejściu czterech oddziałów szkoły podstawowej w Łaznowie podjął naukę w Progimnazjum im. Tadeusza Kościuszki w Będkowie. Po ukończeniu trzech klas, w 1919 roku wstąpił do Seminarium Nauczycielskiego im. E. Estkowskiego w Łodzi, zdając maturę po trzech latach. Następnie uczęszczał na Wyższy Kurs Nauczycielski w Warszawie. Powrócił do Łaznowa, gdzie pracował w rodzinnym gospodarstwie i działał społecznie. Był m.in. organizatorem drużyny harcerskiej, amatorskiego teatru młodzieżowego i świetlicy Koła Centralnego Związku Młodzieży Wiejskiej.

### Działalność w dwudziestoleciu międzywojennym
W 1923 został nauczycielem w Retkini, a później w Szkole Powszechnej w Konstantynowie Łódzkim, której po kilku latach został kierownikiem. Amatorsko zajmował się fotografią i zielarstwem. Od 1928 roku był członkiem Łódzkiego Związku Młodzieży Wiejskiej, a od 1930 roku wchodził w skład Zarządu Wojewódzkiego Związku Młodzieży Wiejskiej RP „Wici”. W 1931 i 1932 roku pełnił funkcję prezesa Zarządu Wojewódzkiego ZMW RP „Wici”, a następnie, do 1934 roku ponownie był członkiem Zarządu Wojewódzkiego. Działał również na rzecz przeciwdziałania alkoholizmowi. Współpracował także z Organizacją Młodzieży Towarzystwa Uniwersytetu Robotniczego, był krytykiem kultu Józefa Piłsudskiego i przeciwnikiem rządów sanacyjnych.
W 1933 roku został przeniesiony do Jeżowa, gdzie objął stanowisko kierownika szkoły podstawowej. Jako kierownik szkoły doprowadził do utworzenia w niej biblioteki, chóru, drużyny harcerskiej oraz Szkolnej Kasy Oszczędności. W 1939 roku rozpoczął budowę budynku dla szkoły. W Jeżowie nie angażował się w działalność społeczną.

### II wojna światowa
Podczas II wojny światowej podejmował próby organizacji konspiracyjnych komórek Stronnictwa Ludowego „Roch”, był także łącznikiem lokalnej konspiracji ze Związkiem Walki Zbrojnej. W październiku 1939 roku doprowadził do ponownego otwarcia szkoły, do której uczęszczało wówczas około 500 dzieci. Prowadził tajne nauczanie na poziomie gimnazjum, pełnił także funkcję przewodniczącego komisji oświaty i kultury w gminie Popień i prezesa spółdzielni „Zgoda”, która organizowała konspiracyjny Fundusz Pomocy Społecznej. Zorganizował również organizację konspriacyjną, która działała początkowo bez określonej przynależności, ale potem podporządkowała się Batalionom Chłopskim. Używał pseudonimów „Kazimierz Wolski” i „Bolesław Borowski”.
Wiosną 1943 roku przy poparciu delegata okręgowego Delegatury Rządu na Kraj Piotra Rychlika został mianowany Kierownikiem Walki Cywilnej w okręgu łódzkim. Podjął współpracę z Radą Główną Opiekuńczą, pełniąc stanowisko przewodniczącego RGO w Jeżowie. W sierpniu 1943 roku znalazł się na przygotowanej przez Gestapo liście konspiratorów i został zmuszony do ucieczki z Jeżowa. Uciekając przez Wykno i Płyćwię do Warszawy, gdzie wszedł w skład zarządu wojewódzkiego SL „Roch”. Mieszkał przy ulicy Siennej. W 1944 roku wziął udział w powstaniu warszawskim. 2 października 1944 roku trafił do obozu w Pruszkowie, skąd uciekł i przedostał się do Skierniewic. Ze względów bezpieczeństwa przeniósł się do Piotrkowa Trybunalskiego. Od stycznia do marca 1945 roku odwiedzał przebywającego wówczas w Piotrkowie Wincentego Witosa.

### Działalność po II wojnie światowej
Po II wojnie światowej działał na rzecz powołania Okręgowej Komisji Rejestracji Zbrodni Niemieckich i Łódzkiej Okręgowej Delegatury. Zaangażował się w działalność ZMW RP „Wici” (pełnił funkcję prezesa Związku Wojewódzkiego) i Stronnictwa Ludowego, 25 lutego 1945 roku został wybrany na członka prezydium Wojewódzkiej Rady Narodowej w Łodzi. 26 marca tego samego roku został członkiem Rady Naczelnej Stronnictwa Ludowego. Zamieszkał w Łodzi przy ul. Przejazd (ob. ul. Juliana Tuwima) 30.
Na początku maja 1945 roku został członkiem Krajowej Rady Narodowej. W KRN objął funkcję sekretarza Komisji Oświatowej.
6 maja 1945 roku został prezesem Tymczasowego Zarządu Głównego Związku Młodzieży Wiejskiej RP „Wici”. Po powołaniu nowego zarządu głównego, w sierpniu 1945 roku Ścibiorek objął w nim funkcję sekretarza. W lipcu 1945 roku wraz ze Stanisławem Bańczykiem i Bronisławem Drzewieckim prowadził rozmowy ze Stanisławem Mikołajczykiem i Stanisławem Wójcikiem rozmowy dotyczące połączenia Stronnictwa Ludowego z Polskim Stronnictwem Ludowym. We wrześniu 1945 roku wszedł w skład kierownictwa Stronnictwa Ludowego powołanego przez Stanisława Bańczyka po wydaleniu go z SL „lubelskiego”. 6 listopada 1945 roku, w dniu pogrzebu Wincentego Witosa, wraz ze Stanisławem Bańczykiem dołączył do Polskiego Stronnictwa Ludowego. W tym samym miesiącu objął funkcję zastępcy sekretarza NKW PSL. Niedługo później został na krótko zatrzymany przez Wojewódzki Urząd Bezpieczeństwa w Łodzi, wcześniej grożono mu także śmiercią.

### Morderstwo
5 grudnia 1945, w swoim mieszkaniu, został zastrzelony przez członków tzw. grupy „Orsza”, czyli byłego żołnierza AK Wacława Kucikiewicza ps. „Orsza”, byłego funkcjonariusza MO Władysława Barana, Wiesława Płońskiego i Bolesława Panka, poszukiwanych w związku z napadami rabunkowymi na rolników oraz konwój bankowy, zabójstwo Chrząszczów i ukrywającej się u nich Żydówki (NN). Ustalono, iż grupę „Orsza” zorganizowały władze bezpieczeństwa w Skierniewicach. Ścibiorek został zamordowany strzałem w głowę w łazience swojego mieszkania.
11 grudnia 1945 w katedrze św. Stanisława Kostki odbyło się nabożeństwo pogrzebowe. Jego pogrzeb stał się manifestacją polityczną, w której brali udział działacze ludowi oraz Edward Osóbka-Morawski, Tadeusz Kapeliński, Czesław Wycech, Jan Dąb-Kocioł, Stanisław Bańczyk, Franciszek Kamiński i Jan Domański. Z katedry jego trumna przeniesiona została na Plac Wolności, skąd następnie przetransportowano ją do Łaznowa, gdzie następnego dnia został pochowany na tamtejszym cmentarzu.
Według oficjalnego śledztwa ustalono, że zamachowcami byli Władysław Baran (główny sprawca), Wiesław Płoński i Bolesław Panek. Baran zginął w styczniu 1946 roku w wyniku awantury z milicjantami, Płoński i Panek zostali aresztowani 9 sierpnia 1946 roku, następnie zostali skazani na karę śmierci przez Wojskowy Sąd Rejonowy w Warszawie. Wyrok wykonano 12 listopada 1946 roku. „Orsza” zginął prawdopodobnie z ręki jednego z członków jego grupy, jego ciało odnaleziono w 1951 roku.
W 1990 roku Okręgowa Komisja Badania Zbrodni przeciwko Narodowi Polskiemu przystąpiła do czynności zmierzających do ustalenia sprawców i wyjaśnienia okoliczności śmierci Ścibiorka. Śledztwo zostało umorzone w sierpniu 1995 roku decyzją prokuratora rejonowego Łódź–Śródmieście.

## Upamiętnienie
Uchwałą Prezydium Krajowej Rady Narodowej z 15 lutego 1946 został odznaczony pośmiertnie Orderem Krzyża Grunwaldu III klasy w uznaniu zasług, położonych dla dobra Rzeczypospolitej Polskiej w pracy organizacyjnej w dziedzinach życia kulturalnego, oświatowego, spółdzielczego, gospodarczego i społecznego na terenie Województwa Łódzkiego.
W 1998 roku został ustanowiony patronem Szkoły Podstawowej nr 2 w Konstantynowie Łódzkim. W 2002 roku jego nazwisko umieszczono w Panteonie Chłopów Polskich w sanktuarium w Kałkowie-Godowie.